# Арефьев, Евгений Иванович
Евгений Иванович Арефьев (1903 — ?) — советский инженер, учёный, лауреат Сталинской премии.

## Биография
Служил в РККА с 21.12.1925. Окончил Военно-морскую академию (военно-морское училище (впоследствии ВВМИУ им. Дзержинского) в Ленинграде?) (1930).
В 1932—1936 командир БЧ-У, с 1933 инженер-механик на подлодке «Щ-107 (Сиг)» (Дальний Восток).
С ноября 1936 уполномоченный Управления кораблестроения ВМФ на Коломенском машиностроительном заводе им. Куйбышева, инженер-капитан 2 ранга.
Во время войны служил в Управлении кораблестроения ВМФ, г. Коломна, инженер-капитан 1 ранга.
В последующем — доктор технических наук, профессор.

## Награды и звания
- Сталинская премия 1946 года (за 1943—1944 гг.) — за создание отечественных образцов мощных и быстроходных дизелей для морских судов.

- Орденом Ленина,
- Два ордена Красного Знамени,
- Два орденами Красной Звезды (1943),
- медали «За оборону Москвы», «За победу над Германией в Великой Отечественной войне 1941—1945 гг.».